# Cephalodasys turbanelloides
Cephalodasys turbanelloides is een buikharige uit de familie Cephalodasyidae. Het dier komt uit het geslacht Cephalodasys. Cephalodasys turbanelloides werd in 1960 voor het eerst wetenschappelijk beschreven door Boaden. 

## Synoniem
- Paradasys turbanelloides Boaden, 1960[1]
- Psammodasys turbanelloides (Boaden, 1960)[2]